# Parafia św. Piotra Apostoła w Rochedale
Parafia św. Piotra Apostoła w Rochedale – parafia rzymskokatolicka, należąca do archidiecezji Brisbane.
Przy parafii funkcjonuje katolicka szkoła podstawowa św. Piotra Apostoła.